# Паттхана
Паттхана (IAST: paṭṭhāna, пали: основа) — последняя и самая длинная из книг Абхидхамма-питаки, входящей в состав Палийского канона.
В ней рассматриваются 22 трехстишия (тики) и 100 двустишия (дуки) из Дхаммасангани, то есть все реалии, относительно 24 условий (паччая). Одна из целей Паттханы, являющей собой бесспорный прогресс в буддийской схоластике, — показать взаимосвязь причин и их последствий. В Паттхане дхаммы, облачённые в различные формы, трактуются при помощи четырёх методов: позитивного, негативного, позитивно-негативного и негативно-позитивного соответственно.
В целом текст состоит из матики, или списка, включающего 24 условия; главы вопросов; далее следуют трехстишия, а за ними двустишия. Понимание некоторых частей текста весьма затруднено, так как они состоят сплошь из чисел. Для облегчения понимания созданы соответствующие руководства на бирманском и английском языках. Некоторые разделы из них переведены на русский язык.
24 условия Паттханы:
1. Условие корня (Хету паччайо)
2. Условие объекта (Араммана паччайо)
3. Условие доминирования (Адхипати паччайо)
4. Условие близости (Анантара паччайо)
5. Условие смежности (Саманантара паччайо)
6. Условие сосуществования (Сахаджата паччайо)
7. Условие взаимности (Аньаманьа паччайо)
8. Условие зависимости (Ниссайа паччайо)
9. Условие сильной зависимости (Упаниссайа паччайо)
10. Условие предсуществования (Пуреджата паччайо)
11. Условие постсуществования (Паччхаджата паччайо)
12. Условие повторения (Асевана паччайо)
13. Условие каммы (Камма паччайо)
14. Условие результата (Випака паччайо)
15. Условие питания (Ахара паччайо)
16. Условие управляющей способности (Индрийа паччайо)
17. Условие джханы (Джхана паччайо)
18. Условие пути (Магга паччайо)
19. Условие ассоциации (Сампайутта паччайо)
20. Условие диссоциации (Виппайутта паччайо)
21. Условие присутствия (Аттхи паччайо)
22. Условие отсутствия (Наттхи паччайо)
23. Условие исчезновения (Вигата паччайо)
24. Условие не-исчезновения (Авигата паччайо)